# 19e bataillon de volontaires de Paris
Le 19e bataillon de volontaires nationaux de Paris, également appelé bataillon du Pont-Neuf et bataillon Révolutionnaire, du district de Paris, était une unité militaire de l’armée française créé sous la Révolution française. Il fut également appelé plus simplement 19e bataillon de Paris.

## Création et différentes dénominations
Le 19e bataillon de volontaires nationaux de Paris dit bataillon du Pont-Neuf est formé le 22 septembre 1792 au camp de Châlons par la réunion de six compagnies de volontaires parisiens :
- Les 1re et 2e compagnies des volontaires de la section du Pont-Neuf, compagnies formées les 5 et 6 septembre 1792;
- La 3e compagnie des volontaires de la section de la Halle-aux-Blés, compagnie formée le 5 septembre 1792;
- La 1re compagnie formée de volontaires de la section du Faubourg-Montmartre, compagnie formée le 10 septembre 1792;
- Une compagnie formée de volontaires de la section des Quatre-Nations, compagnie formée le 11 septembre 1792;
- Une autre compagnie dont la provenance n'a pas été retrouvée
- Une compagnie de canonniers, formée par la section du Pont-Neuf

## Commandants
- Lieutenant-colonel en chef François Antoine Fleury
- Lieutenant-colonel en second Michel Girardot

## Historique des garnisons, combats et batailles

### 1792
Le 19e bataillon de volontaires nationaux de Paris dit bataillon du Pont-Neuf est formé le 22 septembre 1792 au camp de Châlons.
Après sa constitution, le bataillon du Pont-Neuf est envoyé au camp de Fresne.
Par ordre du 28 et 29 septembre, le bataillon du Pont-Neuf forme, avec le bataillon de Molière, la 6e brigade du camp de Fresne. La 5e brigade comprenait les bataillons de l'Arsenal et des Amis de la Patrie, et les deux brigades composent la 3e division qui formait la 2e ligne du camp.
Le bataillon quitta le camp de Fresne le 1er octobre au matin, pour aller occuper le camp de Gizaucourt, puis celui de Savigny. Ce dernier fut levé le 10 octobre, et les volontaires parisiens campèrent le même jour à La Neuville-à-Maire, occupèrent Sedan le lendemain et passèrent du commandement du général Dubouquet sous celui du général Chazot, commandant la 2e division de l'armée des Ardennes.
Le 13 octobre, le bataillon était cantonné à Douzy ; le 21 décembre, on le transférait à Carignan.

### 1793
Au mois de janvier 1793, par suite des départs, le bataillon du Pont-Neuf se trouvait réduit à un effectif de 257 hommes :
- 80 officiers et sous-officiers et 177 caporaux et volontaires.

D'après le contrôle du bataillon, 571 recrues parvinrent du 15 mars au 1er avril; elles, étaient originaires des Ardennes et de la Meuse. Le bataillon fut ainsi complèté et réorganisé le 3 avril 1793, à Montmédy, ou il tenait garnison, avec celui de l'Arsenal, depuis le 9 mars.
La compagnie de canonniers, qui avait été organisée dans la section du Pont-Neuf le 5 septembre 1792, fut retirée du bataillon du 
Pont-Neuf pour passer au 1er bataillon de volontaires du Cher, le 16 février 1793.
Il s'y trouvait encore au mois de juin lorsqu'il fut projeté d'opérer en Belgique une grande diversion qui amènerait les Coalisés à lever les sièges de Valenciennes et de Condé. L'armée de la Moselle, dans ce but, devait agir de concert avec l'armée des Ardennes, qui ne comprenait alors que 8 500 hommes. La diversion n'eut pas lieu, mais l'expédition sur Arlon, dans le but de s'emparer des magasins, ne fut pas contremandée. Les grenadiers et un détachementde 400 hommes du bataillon furent placés sur la colonne de gauche sous les ordres du général Beauregard, pris part à toutes les actions de l'attaque de cette place.
À la même époque, un détachement de ce bataillon placé sous les ordres du général de brigade Desbureaux, division du général Beauregard, s'est trouvé au déblocus de Maubeuge et à plusieurs combats.
Après-deux escarmouches, les 7 et 8 juin, le 9 juin l'armée de la Moselle se relirait, renonçant à poursuivre la tentative, lorsque le général Beauregard, qui avait remplacé le général Chazot, arriva de Sedan par Montmédy avec 2 000 hommes. À la demande du général, les commissaires de la Convention autorisèrent à reprendre la marche en avant. Le combat fut vif et les Autrichiens durent battre en retraite.
Le bataillon du Pont-Neuf continua à faire partie des troupes campées et cantonnées aux environs de Carignan et planta l'arbre de la Liberté le 3 juillet.
Le 14 juillet, le bataillon du Pont-Neuf est embrigadé avec celui de l'Arsenal et le 1er bataillon du 99e régiment d'infanterie (ci-devant Royal-Deux-Ponts). Le 17 juillet, les troupes du camp de Carignan sont mises sous les ordres du général Wisch.
Le 19 juillet au soir, 200 hommes du bataillon du Pont-Neuf sont envoyés pour occuper le village de Villers situé en avant du camp de Carignan. Le 20 juillet, entre 3 et 4 heures du matin, le bataillon est attaqué par 100 hommes à pied, et 60 hommes à cheval qui arrivant au sommet du village, se mirent à fusiller les soldats français qui se retirèrent en désordre dans un bois situé à 500 mètres du village. Après ce coup de main, les Autrichiens rebroussèrent chemin, après avoir tué 4 hommes et fait 2 prisonniers.
Le bataillon était au camp d'Ivoy-Carignan au mois de septembre 1793. À cette époque, il quittait la dénomination de bataillon du Pont-Neuf pour prendre celle de bataillon Révolutionnaire.
Le bataillon eut, le 6 octobre 1793, une affaire d'avant-postes à Izel puis il cantonna ensuite à Clémency.
Le 11 novembre, le 19e bataillon de volontaires de Paris, quitte l'armée des Ardennes, et est affecté à l'armée de la Moselle pour la renforcer et tenter de débloquer Landau.
Le 17 novembre, l'armée de la Moselle rencontrait les Coalisés qui résistèrent toute la journée, mais se retirèrent le lendemain ; ce qui permit aux troupes françaises d'occuper Blieskastel, puis d'entrer à Deux-Ponts. Mais le duc de Brunswick qui s'était installé le 23 novembre sur la position de Kaiserslautern, était résolu à y attendre l'attaque des Républicains. Lazare Hoche décida de l'en déloger, et, après avoir pris avec soin toutes ses dispositions, il ordonna l'attaque le 28 novembre, qui n'eut pas de succès.
Bataille de Kaiserslautern
La gauche, dont le 19e bataillon de Paris faisait partie, avait reçu l'ordre de chasser les tirailleurs prussiens d'Erlenbach. Mais chargés par la cavalerie pendant qu'ils se formaient en bataille pour continuer le mouvement sur les hauteurs boisées du Bachberg, les bataillons français furent dispersés et refoulés. La compagnie de grenadiers du 19e bataillon de Paris, déployée en tirailleurs lors de la retraite, subit des perles considérables, et les survivants furent en partie faits prisonniers de guerre. Cettee journée ayant été encore désavantageuse, Hoche résolut de livrer un nouveau combat le 30 novembre. Mais, à quatre heures du malin, il apprit que les munitions d'artillerie allaient manquer; il ordonna donc la cessation du combat, et l'armée de la Moselle repassa la Lauter. Seul le général Ambert, avec 5 bataillons, demeura jusqu'au soir du 1er décembre sur les hauteurs situées en face de Sembach et de Kalzveiler pour couvrir la marche de l'artillerie et des équipages.
Après la victoire du Geisberg, une partie de l'armée eut mission de garder le Rhin dans toute son étendue, d'attaquer Manheim et de s'emparer de Fort-Louis et de Kehl. Un combat fut livré le 30 décembre à Frankenthal, mais il fut malheureux.

### 1794
Au commencement de janvier 1794, les opérations actives prirent fin. D'après la situation de l'arméede la Moselle du 15 pluviôse an II (3 février 1794), le 19e bataillon de Paris occupait Bouzonville, comptant à la brigade Championnet, division Taponnier. Au 1er ventôse (19 février), il est cantonné à Baslieux. Son effectif était de 29 officiers, dont 24 présents et 5 absents, et de 845 sous-officiers et volontaires, dont 463 seulement étaient présents sous les armes.
Pendant que la majeure partie du bataillon combattait dans les rangs de l'armée de la Moselle, le dépôt était demeuré dans celle des Ardennes. Au mois de janvier 1794, une partie de la compagnie de dépôt en garnison à Philippeville,
chargea, avec 3 dragons du 10e régiment, un fort peloton de hussards autrichiens et enleva de leurs mains 6 prisonniers français qui furent ramener. Peu de temps après, dans une sortie de la garnison de Givet, il chargea avec 2 dragons et mit en fuite quelques cavaliers ennemis.
Le bataillon occupait encore Baslieux le 18 mars 1794, lorsqu'il fut reversé l'armée des Ardennes.
Le 21 mars 1794, 19e bataillon de volontaires de Paris est amalgamé, avec le 2e bataillon du 43e régiment d'infanterie (ci-devant Royal des Vaisseaux) et le 3e bataillon de volontaires du Puy-de-Dôme pour former la 86e demi-brigade de première formation.

## Personnalités
- Henri César Auguste Schwiter

### François Antoine Fleury
François Antoine Fleury, originaire de Paris, est né vers 1749.

Il commence sa carrière militaire en 1767 en tant que soldat au régiment de Navarre. Passé au régiment provincial de Paris en 1776 il est promu sergent en 1785 et congédié en 1791 au moment de la réorganisation des corps d'infanterie français.

Engagé volontaire il est élu lieutenant-colonel en chef au bataillon du Pont-Neuf, 22 septembre 1792. Passé à la 86e demi-brigade de première formation lors de la réorganisation il est autorisé à se retirer dans ses foyers, le 1er septembre 1794.
Pensionné en 1795, il meurt en 1827.

### Michel Girardot
Michel Girardot, originaire d'Aubepierre en Haute-Marne, est né vers 1759.

Il commence sa carrière militaire en 1779 en tant que soldat au régiment du Roi puis, lors de la réorganisation des corps d'infanterie français passe au 13e régiment d'infanterie qu'il quitte en 1789.
Sous-lieutenant d'une compagnie de volontaires de la section des Halles le 11 septembre 1792, il est élu lieutenant-colonel en second du bataillon du Pont-Neuf, le 23 septembre 1792.
Suspendu de ses fonctions, 9 juin 1793, il est réintégré au bataillon
du Pont-Neuf comme chef en second par le Comité de Salut public, le 20 janvier 1794. Suspendu de nouveau, en mars 1794,  pour incapacité quelques jours avant l'amalgame, par le Représentant du Peuple Pierre Mathurin Gillet qui lui fit manœuvrer le bataillon devant lui et quelques généraux. Devenu centurion instructeur d'infanterie à l'École de Mars le 26 juin 1794 il est relevé de sa suspension par le Comité de Salut public et nommé capitaine au 7e bataillon de volontaires du Bas-Rhin en 1795. Passé à la 68e demi-brigade de deuxième formation, il est blessé à Kehl et fait prisonnier de guerre en mai 1800. 
Rentré en France il meurt à Nice, 1er novembre 1800, des suites des mauvais traitements éprouvés pendant sa captivité.

### Nicolas Michel Chevreau
Nicolas Michel Chevreau, originaire de Rozoy-en-Brie en Seine-et-Marne, est né vers 1766.

Volontaire dans la garde nationale parisienne en 1789, il est sergent à la compagnie de volontaires de la Halle-aux-Blés, 5 septembre 1792.

Incorporé le 22 septembre dans le bataillon du Pont-Neuf il devient sous-lieutenant le 3 avril 1793. Passé à la 86e demi-brigade de première formation, puis à la dans la 103e demi-brigade de deuxième formation il est promu lieutenant en 1798, capitaine en 1805 il est retraité en 1809.
En  1811, il est rappelé au service comme aide de camp du général comte Michel. Chef de bataillon à l'état-major général de la garde impériale en 1813 il est placé en demi-solde en 1815 après l'abdication de Napoléon Ier. 
Blessé au siège de Kehl en 1796, à Laubressel près de Troyes en 1814 et à Waterloo en 1815, il est nommé lieutenant-colonel honoraire et retraité en 1824.